# Thư Quần
Thư Quần (tiếng Trung: 舒群, 1913 - 1989) là bút hiệu của một văn sĩ Trung Hoa.

## Tiểu sử
Ông Thư Quần có nguyên danh là Lý Thư Đường (李書堂), tự Húc Đông (旭東), Xuân Dương (春陽), Thôn Triết (村哲), bút danh Hắc Nhân (黑人). Ông sinh ngày 20 tháng 9 năm 1913 tại quận A Thành, thành Cáp Nhĩ Tân, tỉnh Hắc Long Giang nhưng bản quán tại phủ Thanh Châu, tỉnh Sơn Đông.